# Farol do Cabo Flattery
O Farol do Cabo Flattery é uma estrutura de farol histórica localizada na entrada do Estreito de Juan de Fuca perto da Baía de Neah, Condado de Clallam, no estado americano de Washington, dentro da Reserva Indígena Makah. O farol desativado fica na Ilha Tatoosh, que recebeu o nome do Chefe Tatooche da Tribo Makah. É o farol mais a noroeste da costa oeste dos Estados Unidos contíguos. Embora fechado ao público, pode ser visto de Cape Flattery através de uma curta caminhada de 30 minutos.

## História
O farol foi construído em 1854 com base no projeto de Ammi B. Young. Sua primeira luz foi exibida a partir de uma lente de primeira ordem em 1857 e foi o terceiro farol do território de Washington. A casa com 20 m (65 ft) torre do centro ainda está de pé; a luz da torre fica a 50 m (165 ft) acima da água. Um edifício de sinal de neblina com apito de vapor de 300 mm (12 in) foi construído na ilha em 1872. A lente original de primeira ordem foi substituída por uma lente de quarta ordem em 1932, depois por uma lente óptica moderna em 1977.
Em 2008 a luz do farol foi desativada após um estrutura esquelética de 9.1 m (30 ft) com um farol movido a energia solar equipado com baterias solares de seis anos foi construída na ilha. Em 2009, a Guarda Costeira iniciou operações de limpeza antecipando a entrega do farol histórico à tribo Makah, proprietária da Ilha Tatoosh. Após a transferência, a Guarda Costeira continuará a ter acesso para fins de manutenção da ótica.
Na sexta-feira, 25 de setembro de 2017 o Farol do Cabo Flattery foi anunciado como o mais novo tesouro nacional do National Trust for Historic Preservation.
Como parte do trabalho contínuo com o USCG, o National Trust contratou a Cardinal Architecture e a SSF para avaliar a integridade estrutural do edifício do sinal de neblina e do farol. Reparos de emergência foram recomendados para evitar mais colapsos, e uma extensa lista de reparos estruturais foi recomendada para reparar e restaurar completamente as estruturas.
No entanto, atualmente não há financiamento disponível para o USCG realizar os reparos.

## Ligações externas

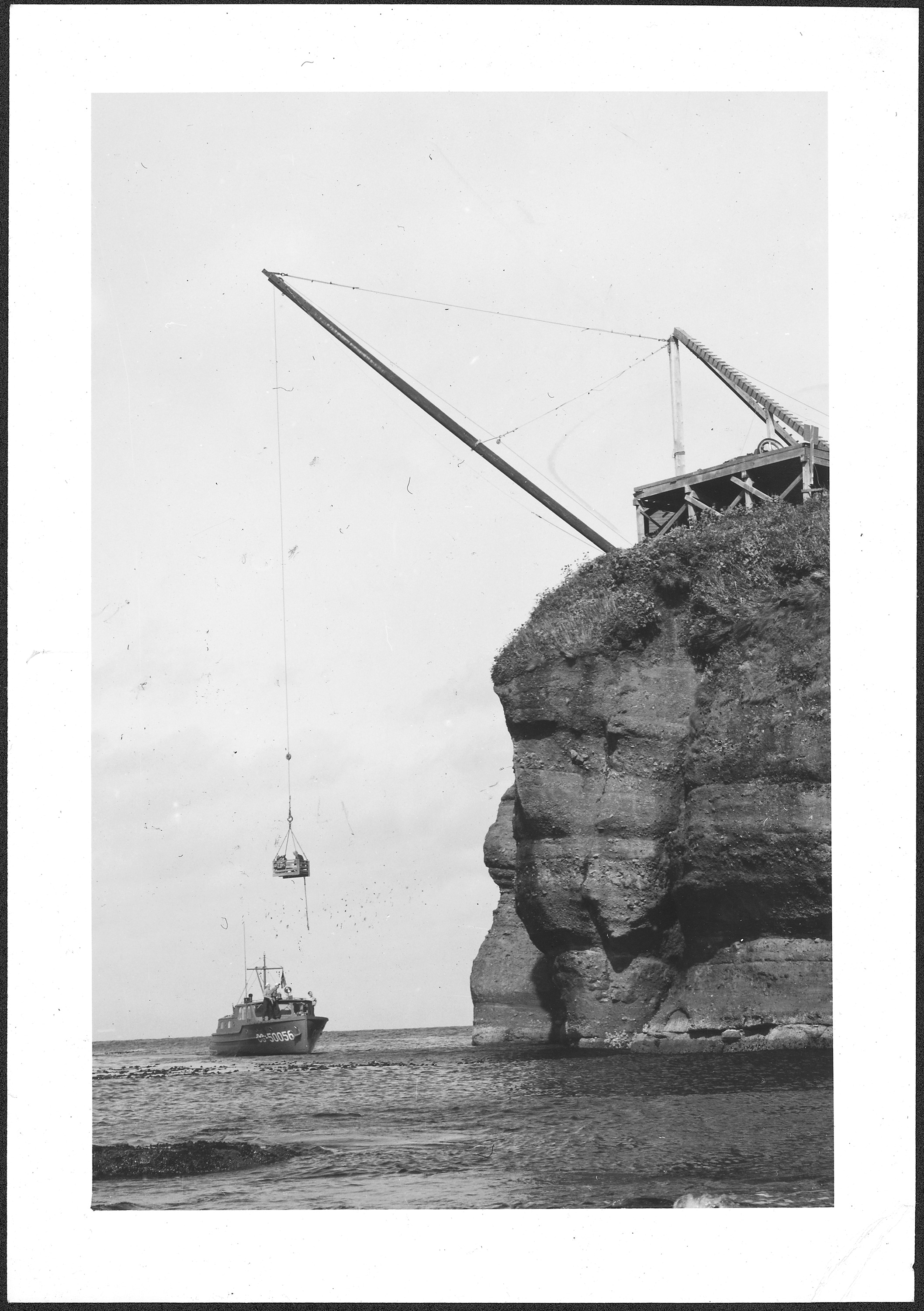
Sistema de elevador de 1940 em Cape Flattery Light